# Veľký Čepčín
Veľký Čepčín – wieś i gmina (obec) w powiecie Turčianske Teplice, kraju żylińskim, w północno-centralnej Słowacji. Wieś lokowana w roku 1262.